# Catherine Moyon de Baecque
Catherine Moyon de Baecque, née le 25 novembre 1964 à Nantes, est une athlète française, lanceuse de marteau. Elle subit une agression sexuelle en équipe de France durant un stage de l'été 1991. N'obtenant aucune aide de sa fédération sportive, elle porte l'affaire en justice qui lui donne raison. En cassation, la justice reconnaît également la responsabilité de l’État. Exclue de fait des instances sportives pendant plusieurs années, elle devient en 2021 coprésidente de la Commission de lutte contre les violences sexuelles et discriminations au sein du Comité national olympique et sportif français.

## Biographie
Née en 1964, Catherine Moyon de Baecque est licenciée au club de Nantes EC. Son record au lancer de marteau de 4 kg est de 50,38 m établi le 26 mai 1991 au Mans. Au lancer de poids de 4 kg, son record est de 13,80 m établi le 20 avril 1991 à Nantes. Elle devient championne de France du lancer du marteau, et intègre l'Institut national du sport.

### Agression sexuelle
Pour un article plus général, voir Violences sexuelles et sexistes dans le sport français.
En août 1991, Catherine Moyon de Baecque est victime d'un viol lors d'un stage de préparation de l'équipe de France d’athlétisme,. « J'ai été terriblement marquée, perturbée et ma vie a été complètement brisée. Mes études ont été stoppées, ma carrière sportive également » indiquera-t-elle ultérieurement.
En 1993, ses agresseurs, notamment Raphaël Piolanti, Jean-François Grégoire et Laurent Bettolo, sont condamnés à des peines de prison avec sursis ou a des amendes pour agression sexuelle. 
Elle est évincée de l’équipe de France après avoir déposé plainte. La fédération d'athlétisme essaie d'étouffer le scandale et ne la soutient pas. Par contre, la justice lui donne raison et condamne ses agresseurs. À la suite d'un pourvoi en cassation en 1994, l’un des quatre sportifs accusés est relaxé, mais trois autres sont condamnés à des peines de huit à quinze mois d’emprisonnement avec sursis. De plus, la responsabilité de l’État est reconnue.
Catherine Moyon de Baecque rencontre Maurice Herzog en 1994. En 2004, elle devient sa collaboratrice. Elle écrit ensuite sa biographie.
En 1995, son histoire sert d'inspiration à l’épisode Le Secret de Marion de la série télévisée Le juge est une femme.
Elle témoigne de son expérience au sein de l’équipe de France dans son livre La médaille et son revers en 1997 ; son procès et son témoignage feraient d'elle « la première sportive française à avoir publiquement déclaré avoir subi des violences sexuelles en contexte sportif ».
Après avoir obtenu un poste au ministère des Sports, elle en est licenciée en 2004, victime, selon elle, de harcèlement moral. En 2008, Nicolas Sarkozy la nomme chargée de mission pour le rayonnement du sport français.
Ce témoignage d'agression sexuelle est rappelé début 2020 lorsqu'une ancienne patineuse artistique, Sarah Abitbol, accuse son entraîneur d’agressions sexuelles et de viols. En février 2020, la ministre des sports, Roxana Maracineanu, organise une Convention nationale de prévention des violences sexuelles, et y invite les deux sportives, Catherine Moyon de Baecque et Sarah Abitbol. Dans son intervention à cette convention, l’ex-lanceuse de marteau indique avoir davantage souffert des maltraitances et des mises à l’écart par les institutions que des agressions. « Pour la première fois de ma vie, lors de cette réunion, les portes de ma prison du silence s’entrouvraient », précisera-t-elle. Brigitte Henriques, alors vice-présidente déléguée de la Fédération française de football, est profondément touchée par son témoignage. Devenue en juin 2021 présidente du Comité national olympique et sportif français, elle nomme Catherine Moyon de Baecque coprésidente de la Commission de lutte contre les violences sexuelles et discriminations.

## Œuvre
- La médaille et son revers (Albin Michel, 1997)  (ISBN 978-2226093370)
- Maurice Herzog, le survivant de l'Annapurna (Arthaud, 2013)  (ISBN 9782081301566)

## Décorations
- Chevalière de la Légion d'honneur (2022)[12],[13]